# Князька волость
Князька волость — історична адміністративно-територіальна одиниця Володимир-Волинського повіту Волинської губернії Російської імперії. Волосний центр — село Княже. Наприкінці ХІХ ст. волость було ліквідовано, територію та усі поселення приєднано до Підберезької волості. 
Станом на 1885 рік складалася з 9 поселень, 9 сільських громад. Населення — 3191 особа (1634 чоловічої статі та 1557 — жіночої), 374 дворових господарств.
|                     | Площа, десятин | У тому числі орної, дес. |
| ------------------- | -------------- | ------------------------ |
| Сільських громад    | 3629           | 2847                     |
| Приватної власності | 6017           | 2805                     |
| Казенної власності  | —              | —                        |
| Іншої власності     | 245            | 210                      |
| Загалом             | 9891           | 5862                     |

Основні поселення волості:
- Княже — колишнє власницьке село за 60 верст від повітового міста, волосне правління, 445 осіб, 67 дворів, православна церква, постоялий будинок, вітряк.
- Бодячів — колишнє власницьке село, 296 осіб, 37 дворів, православна церква, постоялий будинок, вітряк.
- Квасів — колишнє власницьке село, 434 особи, 58 дворів, православна церква, постоялий будинок, водяний млин.
- Ляшки — колишнє власницьке село, 214 осіб, 24 двори, православна церква, водяний млин.
- Охлопів — колишнє власницьке село, 440 осіб, 53 двори, православна церква, постоялий будинок, ярмарок.
- Фусів — колишнє власницьке село, 360 осіб, 43 двори, православна церква, постоялий будинок, водяний млин, вітряк, цегельний завод.
- Шпиколоси — колишнє власницьке село, 338 осіб, 50 дворів, православна церква, постоялий будинок, 4 вітряки.